# Province de Phichit
Phichit (en thaï : พิจิตร) est une province (changwat) de Thaïlande.
Elle est située dans le nord du pays. Sa capitale est la ville de Phichit.

## Subdivisions

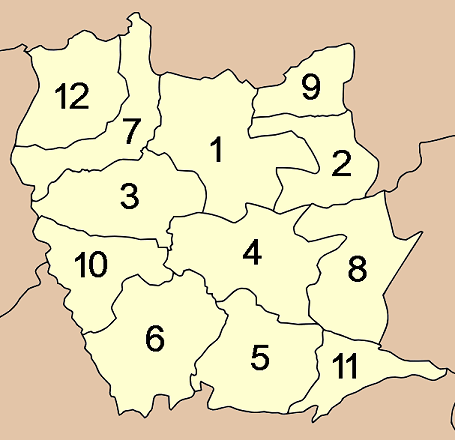
Carte des amphoe de la province de Phichit.

Phichit est subdivisée en 12 districts (amphoe) : Ces districts sont eux-mêmes subdivisés en 89 sous-districts (tambon) et 852 villages (muban).